# Oulu
Oulu (finsky  ˈɔu̯lu, švédsky Uleåborg) je největší město v severním Finsku. Leží na severovýchodním pobřeží Botnického zálivu Baltského moře při ústí řeky Oulu v provincii Severní Pohjanmaa. Se svými více než 200 000 obyvatel se po Turku a před Jyväskylä řadí mezi největší finská města.

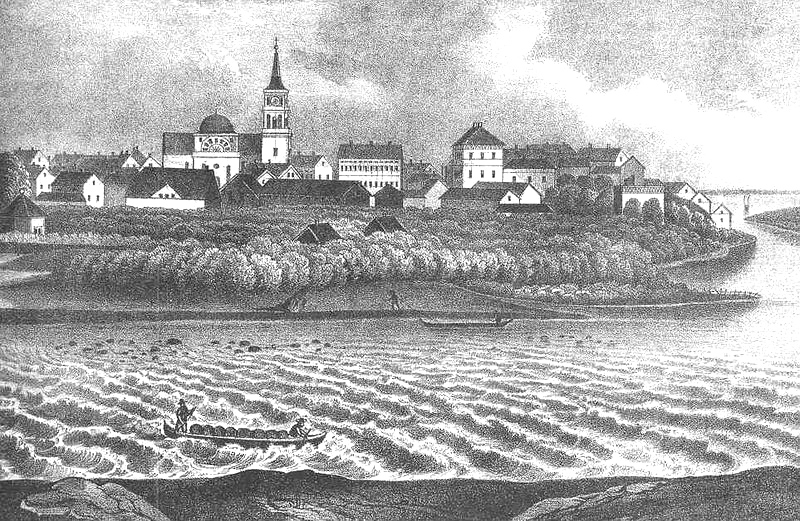
Dobové vyobrazení města Oulu z roku 1840 od J. Boströma

## Dějiny města

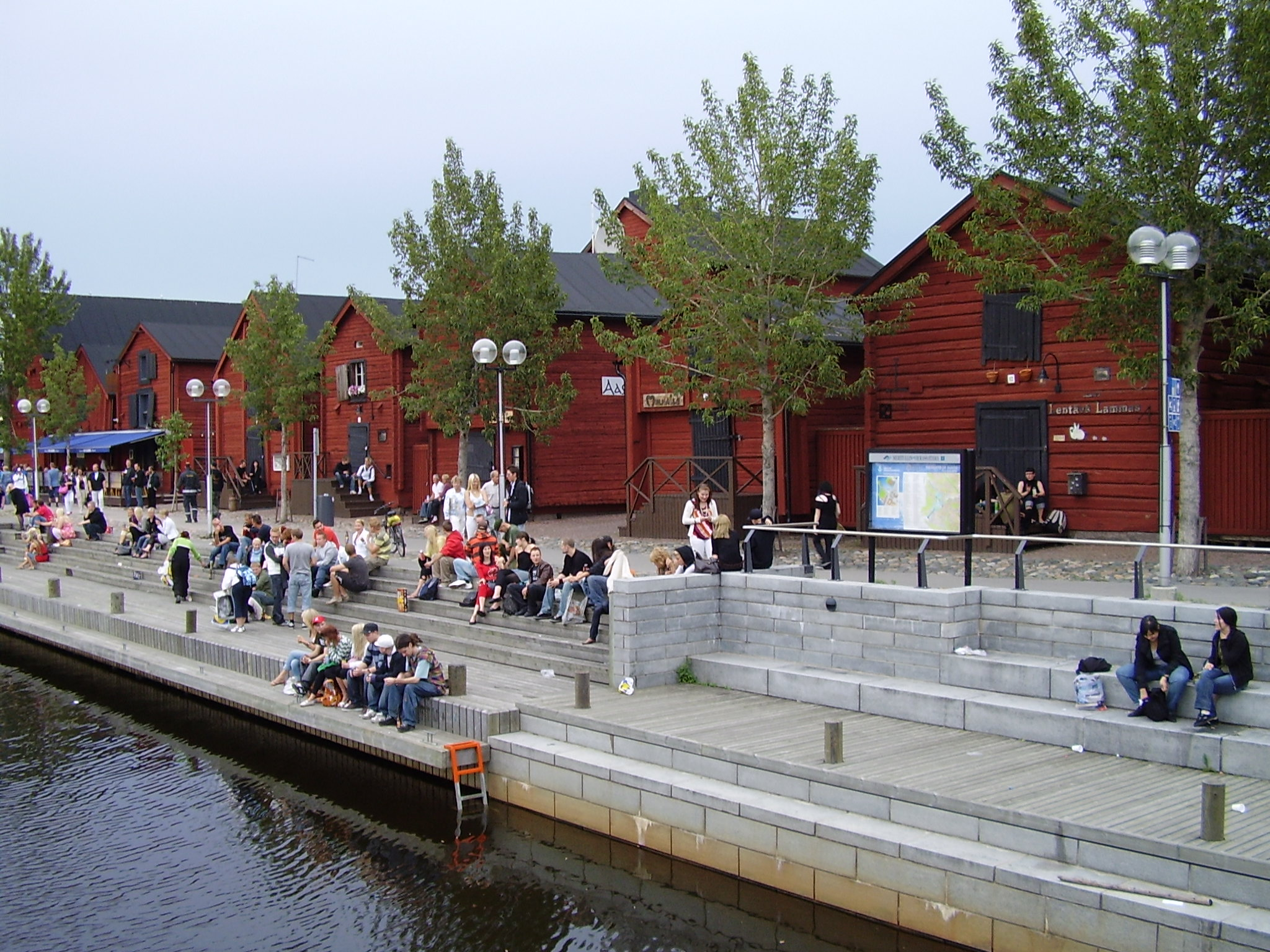
Starý přístav v Oulu dnes slouží jako turistická atrakce

Jméno města Oulu pochází ze slova „oula“, což bylo slovo označující ve tradiční laponštině povodeň a v starofinštině bláto na ledu. Lidské osídlení oblasti kolem Oulu bylo doloženo od pravěku. Dějiny města jsou ovlivněny třemi kulturními vlivy, a to především finským a švédským, částečně ruským. Po většinu svých dějin bylo město dějištěm mocenského zápasení mezi Švédskem a Ruskem, které se datovalo od středověku a pokračovalo až do počátku 19. století, kdy celé Finsko připadlo Ruské říši.
Dějiny města Oulu začínají ve 14. století, kdy bylo území dnešního města součástí dohody mezi Švédskem a Novgorodem uzavřené v roce 1323 v Pähkinäsaari. Podle této mírové dohody byla oblast Oulu pod vládou tehdejšího mocného kupeckého města Novgorodu, což umožňovalo obchodní styky mezi regionem a Novgorodem realizované především podle toku řeky Oulu. U jejího ústí byla v roce 1375 postavena švédská pevnost Kastelli, jejíž přesná poloha je dnes neznámá. Důvodem byla švédská snaha o kontrolu území v mocenském soupeření s Novgorodem. Na konci 14. století byla oblast kolem Oulu pod kontrolou Švédska.
V roce 1590 postavil Peter Bagge v ústí řeky Oulu hrad, jehož zbytky zde stojí dodnes. Hrad měl být opevněným bodem švédské moci a kontroly nad celým regionem. Moskevské velkoknížectví muselo v roce 1595 uznat nadvládu Švédska nad oblastí Oulu a jezera Oulujärvi.
Město Oulu bylo založeno králem Karlem IX. v roce 1605. V roce 1610 obdrželo město Oulu městská privilegia. Jako většina severských měst bylo Oulu vystavěno ze dřeva, což znamenalo, že bylo často postiženo požáry a muselo být několikrát za svou historii znovu postaveno. Nicméně na konci 17. století mělo mít kolem 800 obyvatel a triviální školu.
V době rusko-švédské války (1712–1714) město utrpělo četné ztráty a několikrát vyhořelo. Rozkvět města tak začal až ve druhé polovině 18. století, kdy Oulu získalo privilegia pro provozování zahraničního obchodu. Hlavním vývozním artiklem oblasti se stal především dehet, dřevo, lososi a máslo. Do města se dovážely tabákové produkty, alkohol, sůl a koloniální zboží. Veškerý obchod byl ale realizován přes Stockholm. V roce 1776 se Oulu stalo administrativním centrem, sídlem guvernéra. Na konci 18. století bylo již druhým největším městem ve Finsku za hlavním městem Turku.
Po další rusko-švédské válce v roce 1809 připadlo Finsko pod vládu Ruska a dostalo status autonomního velkoknížectví. Přes tento fakt nebyla orientace na Švédsko z hlediska obchodního i kulturního přeťata. V roce 1822 postihl Oulu největší požár v jeho dějinách, který zničil i místní kostel. Ten dnešní byl postaven podle návrhů architekta Karla Ludwiga Engela v letech 1832–1844.

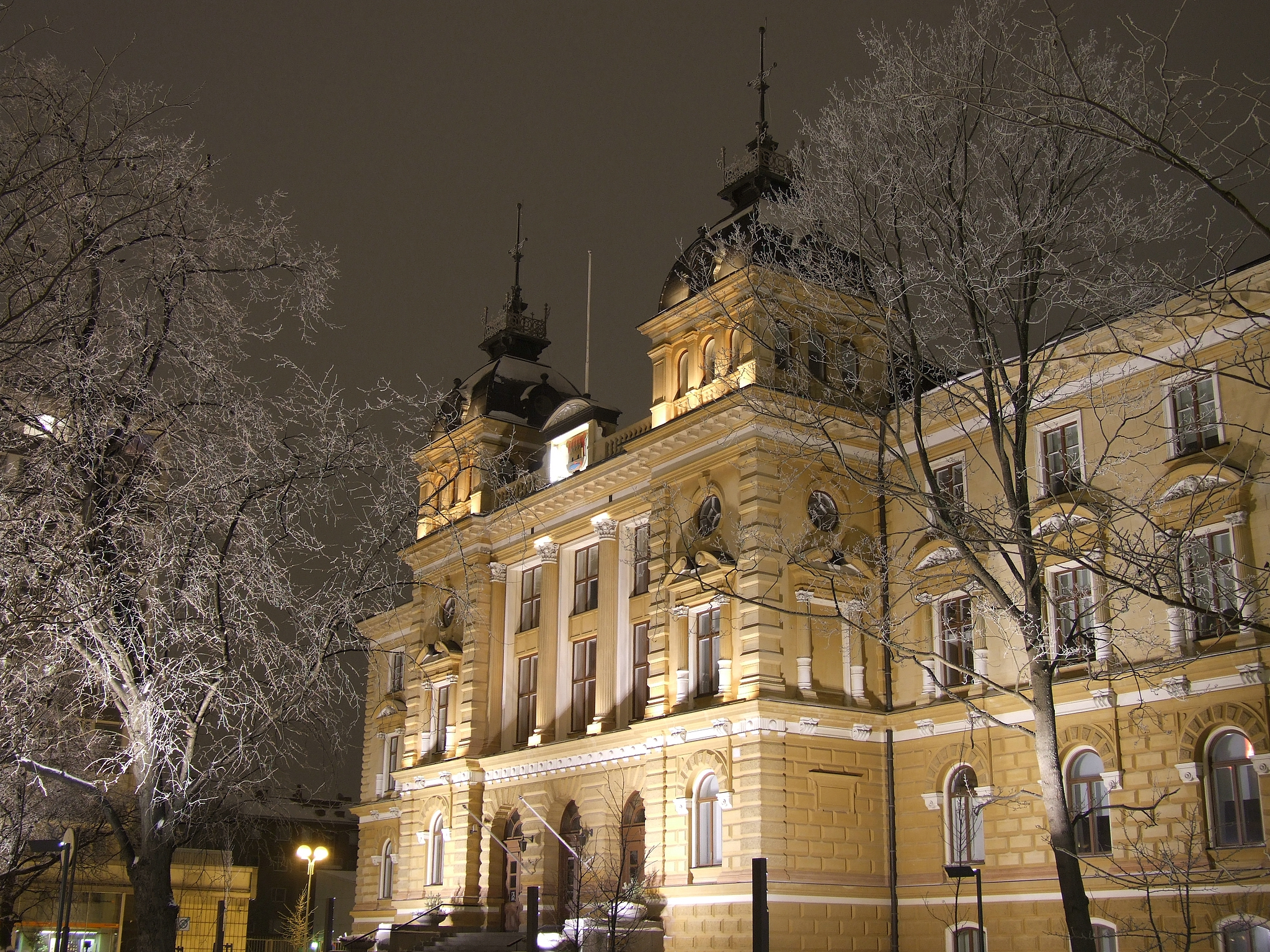
Dnešní radnice města Oulu byla postavena v 19. století.

Oulu se dostalo do válečného ohrožení znova v době Krymské války v roce 1854, kdy v oblasti Botnického zálivu operovalo britské námořnictvo, ale Angličané nezpůsobili městu žádné drastické škody. Po polovině 19. století bylo Oulu největším světovým exportérem dehtu, který se užíval při stavbě lodí. Právě britské námořnictvo patřilo k jeho největším odběratelům. Ve stejnou dobu disponovalo město největší obchodní flotilou ve Finsku. V roce 1886 bylo Oulu spojeno železnicí s Helsinkami, což znamenalo zlepšení komunikace s hlavním městem.

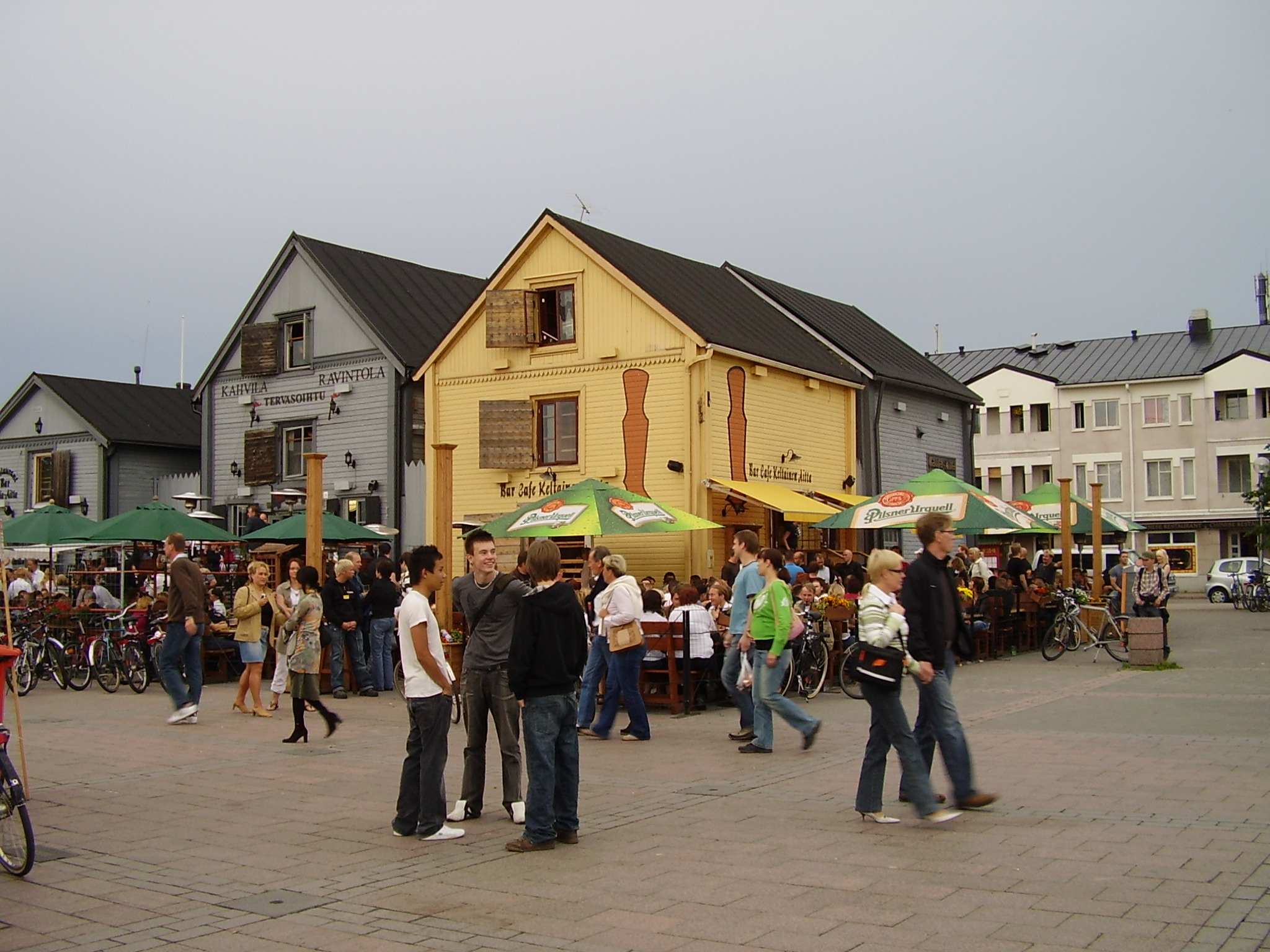
Historickému centru města poblíž tržnice dominují dřevěné stavby

Po vyhlášení nezávislosti v roce 1917 vypukla ve Finsku občanská válka mezi „bílými“ a „rudými“, kterou vyhrála bílá strana. Oulu bylo válkou postiženo poměrně nepatrně. Byl zde ale tábor pro rudé zajatce a došlo k popravám.
Ve 30. letech 20. století byl do Oulu zaveden také papírenský průmysl, který je ve městě dodnes.
V době Zimní války bylo Oulu dvakrát bombardováno sovětskými stíhačkami, totéž se opakovalo v době Pokračovací války, kdy ve městě sídlilo regionálního velení německých vojsk (jednalo se o celkem asi 4000 německých vojáků). V době Laponské války bylo Oulu postiženo relativně málo ve srovnání například s laponským Rovaniemi.
Po válce v roce 1958 byla v Oulu založena univerzita, která minulý rok (2008) oslavila 50 let. Univerzita posílila význam města a podpořila také průmyslovou výrobu. V současností v Oulu převládá dřevozpracující, papírenský a ocelářský průmysl. Dalším klíčovým impulsem bylo otevření první divize Nokie ve Finsku v roce 1973. Tato skutečnost vedla k tomu, že se Oulu stalo během posledních třiceti let městem s výraznou orientací na moderní technologie. Na počátku 80. let byla tato pozice Oulu ještě více posílena založením Technopolis, centra nových technologii a expertíz. V centru města provozuje univerzita ve spolupráci s městem veřejnou bezdrátovou síť PanOulu, připojenou k Internetu. Během 90. let rostlo Oulu nevídaným způsobem a dosáhlo nad 100 000 obyvatel. Dnes patří k nejrychleji se rozvíjejícím centrům ve Finsku.

## „Fenomén Oulu“
V odborné literatuře se od roku 1988 začal objevovat termín „fenomén Oulu“ (anglicky: Oulu phenomenon, finsky: Oulu-ilmiö), který se snaží charakterizovat transformaci ekonomiky a struktury města Oulu a jeho regionu od tradiční orientace na přírodní zdroje k tzv. „knowledge industry“, spojený především s počítačovými a mobilními (resp. telekomunikačními) technologiemi, inovacemi a rozvojem výzkumu orientovaného na tyto technologie. Vedle největší finské firmy Nokie se do města během 80. let 20. století koncentrovalo několik center zaměřených na IT, inovace a výzkum v oblasti telekomunikací: univerzita Oulu, VTT (státní technologické laboratoře), Technopolis a Mediapolis. Investice do této transformace města byly realizovány v kooperaci se soukromými firmami. Tato politika byla podpořena také centrální vládou, která umožnila výstavbu a modernizaci infrastruktury (cesty, železnice, letecká doprava, nemocnice, vzdělávací instituce) v regionu. Oulu se tak stalo největším severofinským a severským centrem telekomunikačního a technologického výzkumu v 80. a v 90. letech 20. století. Jeho příklad se pokusila s menším úspěchem imitovat řada menších měst (fenomén „polis“).

## Kulturní život
Jako největší město severního Finska má Oulu bohatý kulturní život. Ve městě je městské divadlo, městská knihovna, několik kin, umělecká galerie a hned několik muzeí (například Muzeum severní Ostrobotnie, Geologické muzeum a Zoologické muzeum, skanzen Turkansaari). V Oulu sídlí také symfonický orchestr. Oulu nabízí také řadu hudebních klubů (např. Club Teatria), restaurací s finskou, mezinárodní i etnickými kuchyní (např.: indická, čínská, vietnamská, řecká, turecká, ruská) a také mnoho rychlých občerstvení typu fast foodu. Především během víkendů je možné navštívit koncerty místních i celofinských (někdy i zahraničních) interpretů. V létě je každoročně pořádán openair hudební festival Rock Qstock. V zimě (na začátku února) město organizuje Poro Feria Festival, který je hlavní kulturní událostí zimních měsíců vedle týdne tanga (ve Finsku velmi populárního) na začátku ledna. V březnu se tradičně koná hudební festival (letos XIX.) a v na konci února mezinárodní festival dětského divadla.

## Sport
Oulu je sídlem extraligového hokejového klubu Kärpät Oulu (založen 1946), který celkem 8× vyhrál finskou SM-Liigu (v letech 1981, 2004, 2005, 2007,2008, 2014, 2015 a 2018). V Kärpätu v minulosti působilo několik českých hokejových hráčů: Petr Tenkrát (2003–04 a 2004–05), Vladimír Machulda (2003–04), Martin Štěpánek (2003–04), Michal Broš (2006–07 a 2007–08), Viktor Ujčík (2006–07 a 2007–08) a Ondřej Kratěna (2007–08). Na podzim roku 2009 se k týmu přidal další český hráč Pavel Rosa.
V Oulu v současné době působí v A týmu Kärpätu 1 český hráč , 21letý sniper – Radek Koblížek, z Ivančic, který již 6. sezonu , od 16 let obléká dres Karpatu.[zdroj⁠?!] Řady Čechů od sezóny 2016/2017 posílil v juniorském A teamu hráč Zdeněk Sedlák ze Zlína. V OULU se také narodil hokejista Mikael Granlund.

## Dopravní infrastruktura
Oulu je v současné době dobře dopravně spojeno pomocí mezinárodního letiště Oulunsalo s pravidelnými lety do Helsinek, některých finských měst jako je Turku nebo Tampere, do nedávna také do lotyšské Rigy nebo do švédského Stockholmu. Linky jsou provozovány především Finnairem, Blue1 nebo společností SAS. Let do Helsinek trvá kolem jedné hodiny.
Od druhé poloviny 19. století spojuje Oulu a Helsinky železnice, kterou provozuje státní společnost finských drah VR. Nejkratší cesta z Oulu do Helsinek trvá Pendolinem kolem 6 hodin. Noční vlaky s možností spaní jsou v Helsinkách asi za 11 hodin. Z Oulu železnice pokračuje do metropole Laponska Rovaniemi. Vlakem lze z Oulu cestovat také do Kajaani.
Stejně tak je Oulu spojeno s většinou velkých finských měst pravidelnými autobusovými linkami.
Veřejná městská a regionální doprava je založena na autobusové dopravě. Centrum města je obsluhováno menšími městskými minibusy a okraje města a příměstské oblasti běžnou autobusovou dopravou.

## Vzdělávání a zdravotnictví
Vedle univerzity je Oulu centrem dalších vzdělávacích institucí. Vzhledem k tomu, že se ve Finsku obecně klade důraz na vyšší profesní vzdělávání, jsou i v Oulu zastoupeny vysoké a vyšší odborné školy a polytechniky. Jedná se například o Univerzitu aplikovaných věd v Oulu (OAMK), která nabízí bakalářské a magisterské studium v oblasti IT, mezinárodního obchodu atp. také v anglickém jazyce. Oulu má také uměleckou konzervatoř a uměleckou školu. V rámci středního školství dominují především gymnázia (těch je ve městě 12). Je zde také mezinárodní škola, která nabízí základní a střední vzdělání v anglickém jazyce a několik odborných učilišť.
Zdravotní péče je na dobré úrovni. V Oulu jsou celkem dvě nemocnice: Městská nemocnice a Univerzitní nemocnice (OYS), která je na vysoké odborné úrovni a patří mezi nejlepší ve Finsku. Běžná zdravotní péče je podobně jako jinde organizována do soukromých ordinací, poliklinik nebo lékařských center (státních i soukromých).

## Osobnosti města
- Frans Michael Franzén (1772–1847), finsko-švédský luteránský kněz, profesor a preroromantický básník
- Kari Jalonen (* 1960), hokejista, od března 2022 hlavní trenér české hokejové reprezentace
- Reijo Ruotsalainen (* 1960), hokejista
- Joni Pitkänen (* 1983), hokejový obránce
- Kerttu Niskanenová (* 1988), běžkyně na lyžích
- Mikael Granlund (* 1992), hokejista
- Iivo Niskanen (* 1992), běžec na lyžích, trojnásobný zlatý olympijský medailista

## Partnerská města
- Alta, Norsko (1948)
- Archangelsk, Rusko (1993)
- Boden, Švédsko (1948)
- Bursa, Turecko (1978)
- Glasgow, Spojené království
- Halle, Německo (1968)
- Ilembula, Tanzanie
- Karlsruhe, Německo
- Leverkusen, Německo (1968)
- Luleå, Švédsko
- Matagalpa, Nikaragua
- Astana, Kazachstán (2013)
- Oděsa, Ukrajina (1957)
- Sendai, Japonsko (2005)
- Siófok, Maďarsko (1978)
- Umeå, Švédsko
- Vienne, Francie